# Nan Rotgans
Nan Rotgans (Wieringen, 18 december 1924 – Wieringen, 28 december 2014) was een schaatser die Nederlands kampioen kortebaan werd.

## Loopbaan
Op 24-jarige leeftijd werd hij Nederlands kampioen op de kortebaan in Westzaan. De Burger IJsclub Lambert Melisz vierde dat jaar het vijfenzeventigjarig bestaan. Nan Rotgans won op maandag 30 januari 1950 op het nippertje van Theo Janmaat. De derde prijs was voor Anton van der Nagel.
'Nan van Jaantje' groeide op in Wieringen. Hij trouwde met Grie Omis en was palingvisser op het IJsselmeer.
| Jaar | Plaats | Kampioenschap |
| ---- | ------ | ------------- |
| 1950 | Goud   | NK Kortebaan  |